# Die Tochter der Frau von Larsac
Die Tochter der  Frau von Larsac ist ein österreichisches Stummfilmdrama der Helios-Film aus dem Jahre 1924 des Ehepaars Jakob Fleck und Luise Fleck nach einer Novelle von Hans Müller.

## Handlung
Helene von Larsac, die mit ihrer Freundin Jeanne am Pariser Montmartre lebt, leidet sehr unter einem traumatischen Ereignis ihrer Kindheit: Einst hatte ihre Mutter eine Affäre mit einem anderen Mann und wurde von ihrem Gatten in flagranti ertappt. Er warf sie aus dem Haus, litt aber derart unter dieser Trennung, dass er darüber starb. Seitdem ist das Verhältnis von Tochter Helene zu ihrer Mutter tief zerrüttet. Alle Wiederannäherungversuche der Mutter wehrte Helene ab, und auch die Briefe der Frau von Larsac blieben ungeöffnet. Helenes Mitbewohnerin Jeanne kann sie jedoch eines Tages dazu überreden, wenigstens die Briefe zu lesen. Danach stellt sich die dramatische Geschichte ein wenig anders da. Demzufolge geriet Frau von Larsac in die Falle eines stadtbekannten Wüstlings namens Graf Monfort, ohne sich seiner erwehren zu können. Helene erkennt, wie sehr sie der Mutter Unrecht tat, und will persönlich bei ihr um Verzeihung bitten. Zuvor will sie aber diesen Lüstling Monfort aufsuchen, um ihm mit einer Reitgerte die Leviten zu lesen. 
Doch es kommt anders. Ehe Helene droht, ebenfalls dem Charme des alternden Grandseigneurs zu erliegen, greift sie zu einem Dolch, den sie von Monforts Waffenwand gerissen hat, und sticht den Grafen nieder. Sie stürmt ins Freie und rennt um ihr Leben, bei Nacht, Sturm und Nebel. Die Witterungsbedingungen, denen sie ausgesetzt war, lassen Helene schwer erkranken und eine persönliche Begegnung mit ihrer Mutter unmöglich erscheinen. Ihre Freundin Jeanne, ein Waisenkind, soll daher, anstatt der moribunden Helene, deren Mutter in Venedig besuchen und Frau von Larsac vorgaukeln, sie sei Helene, die sie seit Jahrzehnten nicht mehr gesehen hat. In der Lagunenstadt lernt Jeanne Helenes Bruder Pierre kennen, einen adretten jungen Mann, in den sie sich sofort verliebt. Doch diese in den Augen der anderen inzestuöse Liebe darf nicht sein, wenn sie ihre Tarnung nicht auffliegen lassen will, was Jeanne Helene am Sterbebett fest versprochen hat. Graf Monfort, der den Messerstich überlebt hat, hält sich zur Genesung gerade in Venedig (am Lido) auf und trifft auf Jeanne, von der er weiß, dass sie nicht Helene sein kann. Er nutzt dieses Wissen und setzt die wegen Mordversuchs verhaftete Jeanne unter Druck, ihm eine Liebesnacht zu schenken. Frau von Larsac, wie Monfort ebenfalls auf Gefängnisbesuch, erfährt auf diesem Wege die ganze Wahrheit und kann, angesichts der sterbenden Tochter, mit Jeanne einen würdigen Tochterersatz, der nun auch frei für ihren Sohn Pierre ist, in die Arme schließen.

## Produktionsnotizen
Die Tochter der Frau von Larsac entstand im Sommer bis Herbstbeginn 1924 an Drehorten in Wien, Paris, Venedig und Versailles und wurde am 20. Dezember 1924 im Rahmen einer Pressepräsentation uraufgeführt. Der Massenstart erfolgte am 2. Januar 1925 in Wien. Der Sechsakter besaß eine Länge von 2485 Meter. 
Produzent Otto Kreisler übernahm auch die künstlerische Oberleitung. Julius von Borsody entwarf die Filmbauten.

## Wissenswertes
Die Dreharbeiten im Juli 1924 im Schlosspark von Versailles waren von einem viel publizierten „Skandal“ begleitet. Die Wiener Filmcrew soll dort eine angeblich „sittlich anstößige“ Szene – eine Nacktbadeszene bei Mondschein mit Französinnen der Pariser Nachtclub- und Unterhaltungsszene wie etwa dem Casino de Paris – gedreht haben, woraufhin eine Anzeige erfolgte, die dazu führte, dass sechs Personen des Filmteams (das Ehepaar Fleck, Produzent Otto Kreisler sowie die Schauspieler Eugen Neufeld, Grete Schmidt und Martha Müllner) bei der Ausreise aus Frankreich in Mülhausen vorübergehend verhaftet wurden.
Der Film war die letzte österreichische Inszenierung des Ehepaars Fleck vor seiner Abreise nach Deutschland, wo es bessere Arbeitsbedingungen fand und ab 1926 regelmäßig Filme inszenierte.

## Kritiken
Das Kino-Journal meinte, dass der Film „in künstlerischer Hinsicht, brillanter Technik, harmonischem Zusammenspiel, prachtvoller Architektur, fein beobachteter Seelenstimmung und richtigem Stilgefühl eine besondere Leistung darstellt“ und konstatierte überdies ein „psychologisch tief fundierte(s), bildlich anziehende(s) Drama“.
Der Filmbote befand: „Das Werk ist in jeder Hinsicht als ein Film von Klasse zu werten. Die hervorragende Darstellung trägt das Ihrige dazu bei, den Film in eine Reihe mit den besten Werken der Weltproduktion zu stellen.“.